# جسيمات التفاعل الضعيف الضخمة
جسيمات التفاعل الضعيف الضخمة (WIMPs)
إن جسيمات التفاعل الضعيفة الضخمة [ بالإنجليزية اختصارا WIMPs ] هي جسيمات أولية افتراضية لم يتم العثور عليها للآن، مفترض انها تشكل المادة المظلمة الباردة في كوننا الذي نعرفه.
لا توجد هذة الجسيمات ضمن نموذج الفيزياء القياسي للجسيمات
ويقدر ان مقدار قوتها ≤ مقدار قوة القوة النووية الضعيفة.
كما انها تتميز بعدم اصدارها أو امتصاصها لأي صورة من صور الإشعاع الكهرومغناطيسي بصورة واضحة لذا يصعب كشفها بهذة الطريقة.
لكن يمكن للعلماء التأكد من صحة وجود هذة الجسيمات من عدمه بمحاولة رصد دليل على وجودها بعد توهج الأنفجار العظيم.
يتفق العلماء حاليا علي ان هذة الجسيمات الغريبة موجودة خارج نطاق فيزياء الجسيمات التي نعرفها
وهي تتفاعل بصورة ضئيلة جدا مع المادة المعروفة.
يحتاج العلماء لفرض وجود ما يسمي المادة المظلمة
لتفسير مسارات المجرات وسرعة دورانها حول محورها التي لا يمكن تفسيرها بالمادة العادية
(حديثا توجد نظريات للجاذبية المكممة يمكنها تفسير هذة الظاهرة الغريبة أيضا).
بكثافة عالية جدا وكتلة (m) عالية جدا [ 1TeV ≥ m ≥ 1GeV ]
فإن مثل هذة الجسيمات لو كانت موجودة فيجب العثور علي آثار تدل علي وجودها
في إشعاع الخلفية الكونية الميكروي خلال توهج الانفجار العظيم منذ قرابة 13.8 مليار عام.
يبحث العلماء حاليا في اشعاع الخلفية الكونية الميكروي عن هذة الجسبمات الثقيلة، بالإضافة الي ابحاث اشعة غاما والاشعة الكونية في المجرات القريبة خصوصا مما يسهم في البحث الجاري حاليا.
وتقترح الدراسات ان الطاقة المتبقية من الانفجار العظيم بعد التوسع الهائل الذي حدث قد قامت بتسخين الكون حديث الولادة آنذاك خلال فترة [ عملية إعادة التسخين ] قد ولد اعداد هائلة من هذة الجسيمات الثقيلة.
وهذا يقتضي ان تولد عملية التسخين الهائلة تلك اثار في اشعاع الخلفية الكوني الميكروي يمكن الكشف عنها.
يمكن ان تنتج اشباه جسيمات WIMPs بطرق مختلفة
تنتج من حفظ تشابه ار [ R-parity ] في فيزياء التناظر الفائق في نظرية كل شئ.
وهذة المكونات ليست موجودة داخل التناظر الفائق فقط بل أيضا توجد في نموذج الكون فائق الابعاد
(نموذج يقترح وجود ابعاد اخري غير الطول، العرض، الارتفاع والزمن)
وايضا موجودة في نماذج حقل هيغر الصغير [ Little Higgs ]
حيث هذة الفكرة قائمة علي ان بوزون هيغز هو بوزون جولدستون مستعار ناتج من كسر التناظر الفائق عند طاقات عالية جدا تقارب تيرا إلكترون فولت [ TeV ].
دراستنا لتلك الجسيمات حال وجودها سيمكننا من معرفه خواصها ودراسة توسع الكون والتنبؤ أفضل بالسيناريوهات المحتملة للكون في المستقبل خلال المليارات أو التريليونات من السنين في المستقبل.
يوجد ثلاث مرشحين لهذة المكونات الغريبة
المرشح الأول:-
```
في نموذج التناظر الفائق حيث ينتمي إلى تماثل آر [ R-parity ]
```

ويكون فيها هذا المرشح اخف جسيم تناظري فائق [ LSP ].
المرشح الثاني:-
```
في نموذج الابعاد الفائقة حيث يكون منتمي لتماثل گ گ [ KK-parity ]
```

حيث يكون اخف جسيم فائقي الابعاد حيث يكون كأخف جسيم كالوزا - كلين [ LKP ]
المرشح الثالث:-
يكون في نموذج حقل هيغز الصغير حيث ينتمي إلى تماثل تي [ T-parity ]
حيث يكون أخف جسيم مفرد [ LTP ]
خصائص جسيمات WIMPs :-
1- جسيمات ثقيلة افتراضية جار البحث عنها تستطيع تفسير ودراسة المادة المظلمة
2- كتلتها تترواح بين جيجا إلكترون ڤولت وتيرا إلكترون ڤولت وهي كتلة كبيرة مقارنة بالنموذج القياسي للجسيمات
3- جسيمات ضعيفة التفاعل مع المادة بشكل لا يصدق تشبه جسيمات النيوترينو في تفاعلها مع المادة
4- تتفاعل عبر الجاذبية والقوة النووية الضعيفة وقد تتفاعل مع حقول القوى الاخري
```
بمقطع تفاعل [ cross-section ] بشرط ان يكون حيزه لا يتخطي الحيز القوة النووية الضعيفة
```

وبسبب هذا التفاعل الضعيف جدا مع القوة الكهرومغناطيسية فيصعب رصدها مباشرة
ولأن كتلتها كبيرة فإن حركتها تكون بطيئة نسبيا لذا تكون باردة
ولأن حركتها بطيئة فلا وكبيرة الكتلة فإن الجاذبية الناشئة عنها تجعلها تلتصق مشكلة كتلا جذبوية
وتعتبر المكونات الاساسية للمادة المظلمة الباردة بسبب خصائصها.
وعلى الرغم من أن هذة الجسيمات افتراضية
فإنها تحل العديد من المشكلات المتعلقة بالرصد الدائم للكون المحيط بنا وحركته وتفاعلاته
فهي ستحل جزء كبير من مشكلة المادة المظلمة وهي المادة المظلمة الباردة الموجودة في معظم ارجاء كوننا
إذ توجد مادة مظلمة ساخنة تجوب أرجاء المجرات وتتركز في مركزها غالبا بالقرب من الثقوب السوداء الفائقة الموجودة في مراكز المجرات !!.
في لحظة الانفجار العظيم واثناء السخونة الشديدة تولدت تلك الجسيمات ومضاداتها
وبتمدد الكون وبروده تحولت تلك الجسيمات الي صورة أبرد وتكتلت معا جذبويا لتشكل كتل من المادة المظلمة الباردة حيث تجمعت مع مضاداتها في ازواج
وبإستمرار البرودة تفاعلت الجسيمات المظلمة ومضاداتها معا
الجسيمات المظلمة ذات المدي التفاعلي الاوسع تأخد وقت أطول لكي تفني كتليا مشعه طاقتها في لحظات مبكرة نسبيا بعد الانفجار العظيم
ولهذا ستقل كثافتها بعد هذا التفاعل العنيف.
بالنسبة للتعريف الحالي للمادة المظلمة
إذا كانت تشبه الاثار الباقية عن تفاعلات الWIMPs
فإن مدي التفاعل لهذة الجسيمات سيكون محكوما بمدي معين
وهذا المدي يمكن ان يساوي تماما مدي القوة النووية الضعيفة
وإذا كان صحيحا هذا النموذج وتم رصد هذة الاثار
فإنه سيتم تأكيد ان المادة المظلمة تتكون من جسيمات الWIMPs.